# (9071) Coudenberghe
(9071) Coudenberghe (1993 OB13) – planetoida z grupy pasa głównego asteroid okrążająca Słońce w ciągu 5,05 lat w średniej odległości 2,94 au. Odkryta 19 lipca 1993 roku.